# 1948 na literatura

## Nascimentos
| Data            | Nome                | Profissão                                                                                         | Nacionalidade  | Observações | Ref |
| --------------- | ------------------- | ------------------------------------------------------------------------------------------------- | -------------- | ----------- | --- |
| 11 de janeiro   | Al Berto            | poeta, pintor, editor e animador cultural                                                         | Portugal       | m. 1997     |     |
| 16 de fevereiro | Eckhart Tolle       | escritor e conferencista                                                                          | Alemanha       |             |     |
| 17 de março     | William Gibson      | escritor                                                                                          | Estados Unidos |             |     |
| 4 de abril      | Dan Simmons         | escritor de ficção científica                                                                     | Estados Unidos |             |     |
| 28 de abril     | Terry Pratchett     | escritor                                                                                          | Inglaterra     |             |     |
| 31 de maio      | Marília Gabriela    | jornalista, escritora, atriz e apresentadora de televisão                                         | Brasil         |             |     |
| 27 de Julho     | Juliet Marillier    | escritora                                                                                         | Nova Zelândia  |             |     |
| 7 de agosto     | Jorge Silva Melo    | cineasta, actor, encenador, dramaturgo, tradutor, ensaísta, crítico de teatro e cinema e cronista | Portugal       |             |     |
| 12 de setembro  | Caio Fernando Abreu | escritor e jornalista                                                                             | Brasil         | m. 1996     |     |
| 18 de setembro  | Neila Tavares       | atriz e escritora                                                                                 | Brasil         |             |     |
| 20 de setembro  | George R. R. Martin | roteirista e escritor de ficção científica, terror                                                | Estados Unidos |             |     |
| 22 de setembro  | Theo Dutra          | jornalista, poeta e advogado                                                                      | Brasil         | m. 1973     |     |
| ??              | Pedro Barbosa       | escritor, professor e investigador                                                                | Portugal       |             |     |

## Mortes
| Data           | Nome               | Profissão                       | Nacionalidade | Observações | Ref   |
| -------------- | ------------------ | ------------------------------- | ------------- | ----------- | ----- |
| 25 de maio     | Roberto Simonsen   | engenheiro, escritor e político | Brasil        | n. 1889     |       |
| 4 de julho     | Monteiro Lobato    | escritor                        | Brasil        | n. 1882     |       |
| 5 de julho     | Georges Bernanos   | escritor                        | França        | n. 1888     |       |
| 26 de setembro | Eduardo de Noronha | militar, jornalista e escritor  | Portugal      | n. 1859     | [ 1 ] |

## Prémios literários
- Nobel de Literatura - T. S. Eliot.
- Prémio Machado de Assis - Augusto Meyer